# Fort La Biche
 (novembre 2023).
Si vous disposez d'ouvrages ou d'articles de référence ou si vous connaissez des sites web de qualité traitant du thème abordé ici, merci de compléter l'article en donnant les références utiles à sa vérifiabilité et en les liant à la section « Notes et références ».

Alberta, la région où se situait le fort La Biche

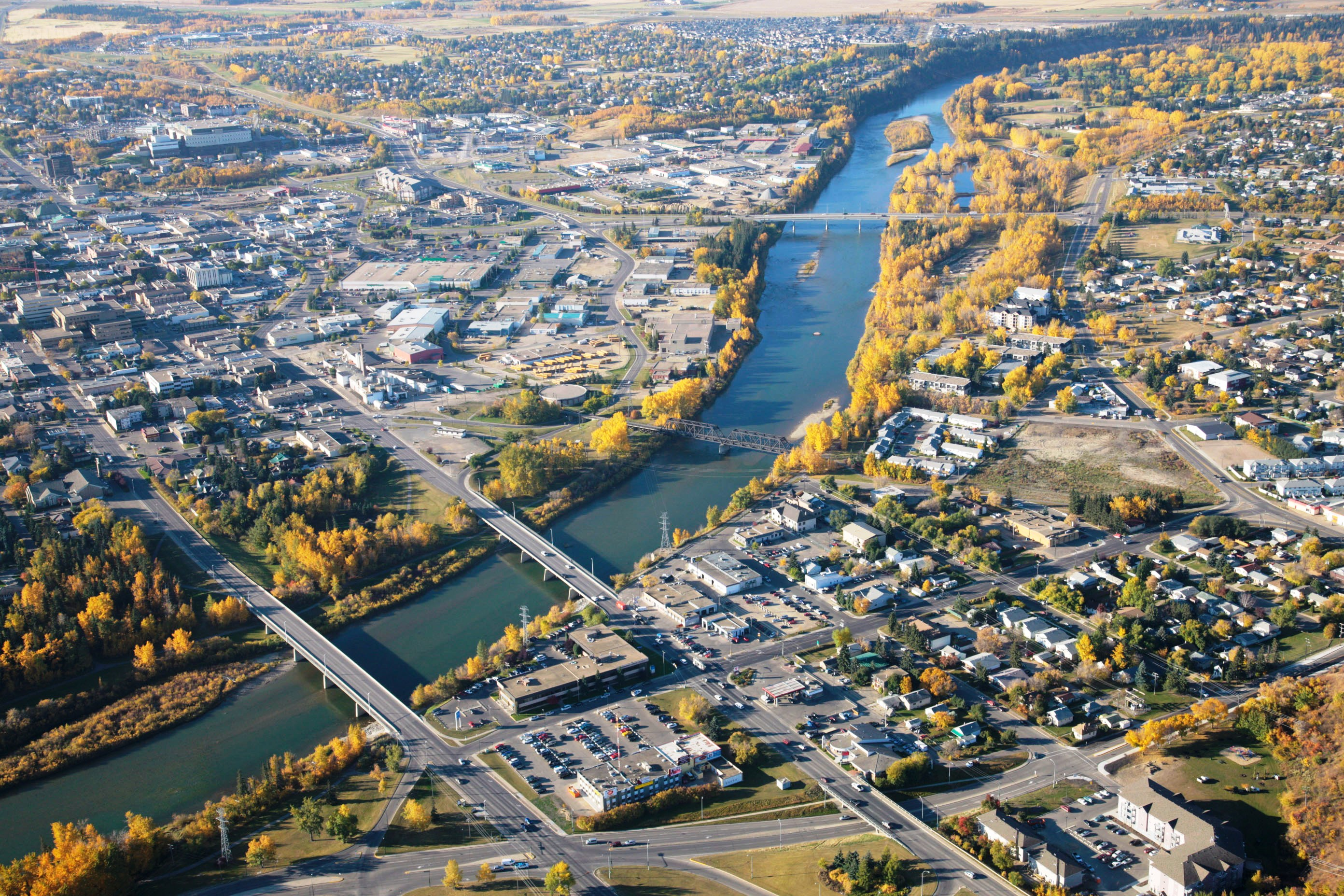
La rivière La Biche ou Red Deer

Le fort La Biche est un fort français construit entre 1753 et 1757, sa localisation exacte n'est pas connue, mais on le situe sur la rivière La Biche ou Red Deer en Alberta; il serait un des forts les plus à l'ouest de la Nouvelle-France.